# FFH-Gebiet Wald westlich Wrohm
Das FFH-Gebiet Wald westlich Wrohm ist ein NATURA 2000-Schutzgebiet in Schleswig-Holstein im Kreis Dithmarschen in der Gemeinde Süderdorf. Es liegt in der Landschaft Heide-Itzehoer-Geest (Landschafts-ID 68301), Diese ist wiederum Teil der Naturräumlichen Großregion 2. Ordnung Schleswig-Holsteinische Geest.
Es hat eine Größe von 26 Hektar und liegt südlich der Bundesstraße 203 (B203) zwischen den Ortschaften Lüdersbüttel und Wrohm. Seine größte Ausdehnung liegt mit 770 Meter in Nordsüdrichtung. Das FFH-Gebiet befindet sich in Hanglage einer Geestkuppe, die sich als Altmoräne der Saale-Kaltzeit gebildet hat und fällt nach Nordosten ab. Die höchste Erhebung mit 30 Meter über Normalhöhennull (NHN) liegt an der Südspitze, der niedrigste Punkt liegt mit 11 Meter über NHN an der Nordspitze des FFH-Gebietes. Das FFH-Gebiet entwässert über die Twisselau, Tielenau und Eider beim Eidersperrwerk schließlich in die Nordsee.

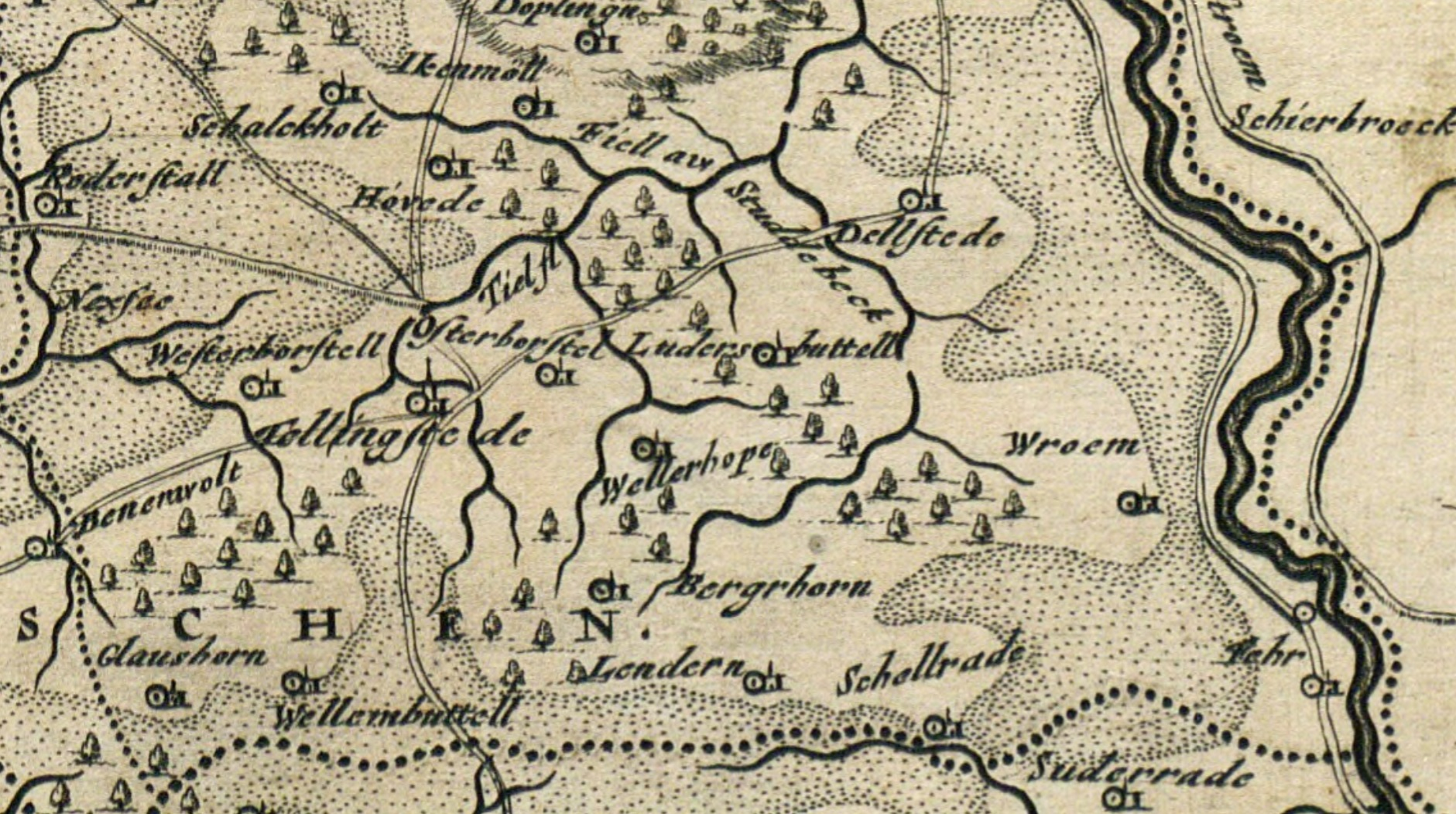
Bild 1: Wald westlich Wrohm 1651

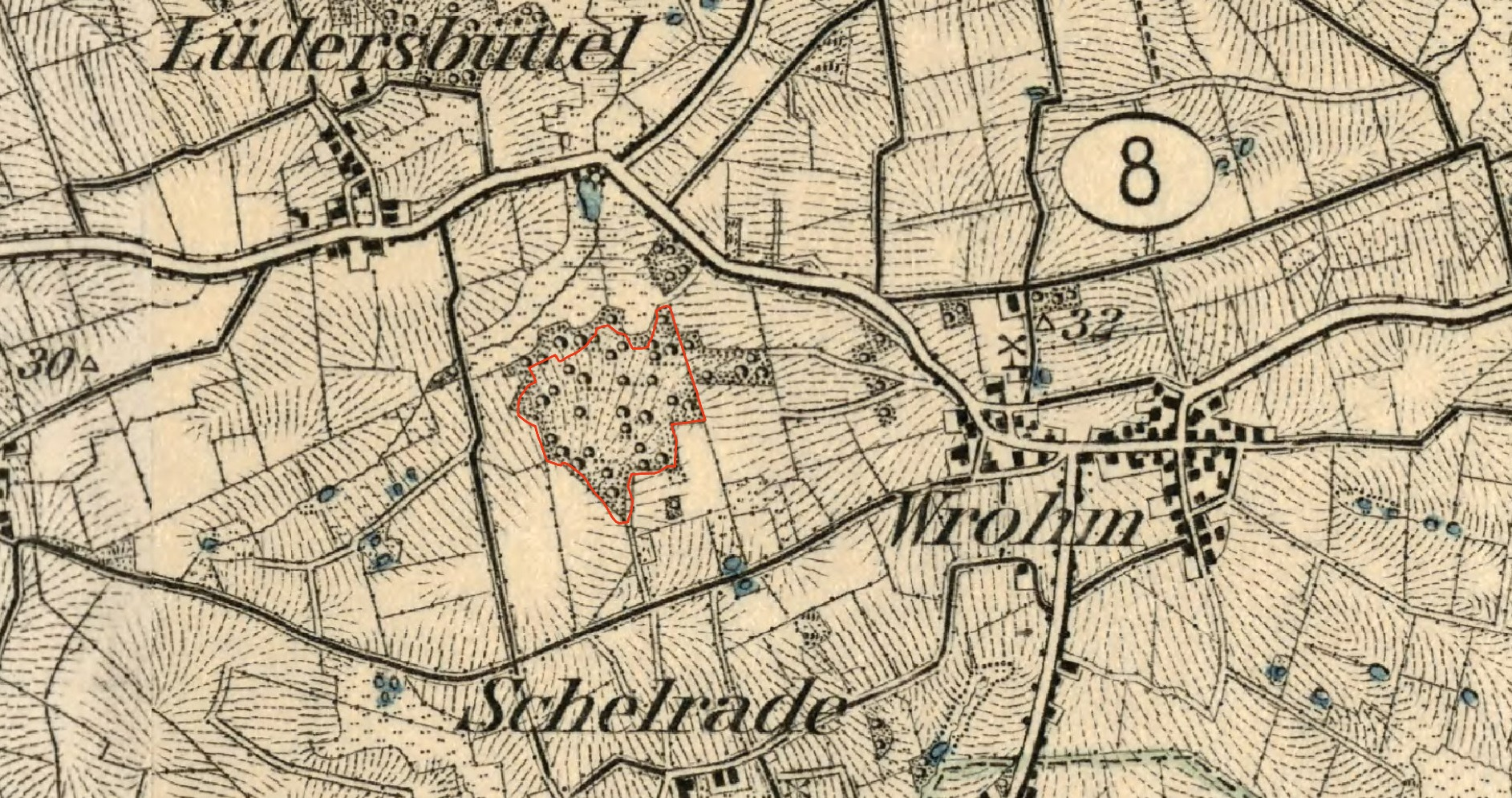
Bild 2: Wald westlich Wrohm 1893 (heutiges FFH-Gebiet rot umrandet)

Das FFH-Gebiet ist vollständig mit Wald bedeckt, siehe Diagramm 1. Hierbei handelt es sich um einen historischen Waldstandort. Er wird vor Ort auch als Stern Lüdersbüttel bezeichnet. Bereits in der „Landtcarte von Dithmarschen Anno 1651“ des Johannes Mejer aus Husum sind im Gebiet westlich von Wrohm (Wromem) und östlich von Lüdersbüttel (Ludersbuttell) Wälder verzeichnet, siehe Bild 1. Nach der Karte des Deutschen Reiches, Ausgabe 1893, ist der Wald ausschließlich mit Laubbäumen bestockt gewesen, siehe Bild 2. Das gilt auch noch für die Ausgabe der Deutschlandkarte von 1956. Das FFH-Gebiet ist bis auf einen Bachlauf am Nordwestrand vollständig von einer Wallhecke (Knick) eingehegt. Es ist von Wiesen und Äckern umgeben und nur über einen Wirtschaftsweg vom Süden her zugänglich. Ein planmäßig angelegtes Wegenetz ist nicht vorhanden.

## FFH-Gebietsgeschichte und Naturschutzumgebung
Der NATURA 2000-Standard-Datenbogen (SDB) für dieses FFH-Gebiet wurde im Juni 2004 vom Landesamt für Landwirtschaft, Umwelt und ländliche Räume (LLUR) des Landes Schleswig-Holstein erstellt, im September 2004 als Gebiet von gemeinschaftlicher Bedeutung (GGB) vorgeschlagen, im November 2007 von der EU als GGB bestätigt und im Januar 2010 national nach § 32 Absatz 2 bis 4 BNatSchG in Verbindung mit § 23 LNatSchG als besonderes Erhaltungsgebiet (BEG) bestätigt. Der SDB wurde zuletzt im Mai 2019 aktualisiert. Der Managementplan für das FFH-Gebiet wurde am 18. Dezember 2017 veröffentlicht.
Das FFH-Gebiet liegt vollständig in der Verbundachse 590 „Zuflüsse der Tielenau bei Stockwedel und bei Lüdersbüttel“ des landesweiten Biotopverbundsystems.
Mit der Gebietsbetreuung des FFH-Gebietes nach § 20 LNatSchG wurde durch das LLUR noch keine Institution beauftragt (Stand August 2022).

## FFH-Erhaltungsgegenstand
Laut Standard-Datenbogen vom Mai 2019 sind folgende FFH-Lebensraumtypen (LRT) und Arten als FFH-Erhaltungsgegenstände mit den entsprechenden Beurteilungen zum Erhaltungszustand der Umweltbehörde der Europäischen Union gemeldet worden (Gebräuchliche Kurzbezeichnung (BfN)):
FFH-Lebensraumtypen nach Anhang I der EU-Richtlinie:
- 9110 Hainsimsen-Buchenwälder (Gesamtbeurteilung C)[14]
- 9130 Waldmeister-Buchenwälder (Gesamtbeurteilung C)[15]
- 9160 Sternmieren-Eichen-Hainbuchenwälder (Gesamtbeurteilung C)[16]
- 9190 Alte bodensaure Eichenwälder auf Sandebenen mit Stieleiche (Gesamtbeurteilung C)[17]
- 91E0* Erlen-Eschen- und Weichholzauenwälder (Gesamtbeurteilung C)[18]

Das FFH-Gebiet ist ausschließlich mit FFH-Lebensraumtypen der Wälder bedeckt. Der Rest ist keinem LRT zugeordnet, siehe Diagramm 2. Er besteht zum überwiegenden Teil aus nicht standorttypischen Nadelbäumen (Biotoptyp WF Sonstiger flächenhaft nutzungsgeprägter Wald). Der Auwald befindet sich entlang der beiden größeren Bäche.
Am 5. Juni 2018 wurde eine Nachkartierung der FFH-Lebensraum- und Biotoptypen im FFH-Gebiet durchgeführt. Danach sind fast drei Viertel der Gebietsfläche mit FFH-Lebensraumtypen belegt, davon sind ein kleiner Teil auch gesetzlich geschützte Biotope und gut ein Viertel ist keinem der beiden Schutzstati zugeordnet, siehe Diagramm 3.

## FFH-Erhaltungsziele
Aus den oben aufgeführten FFH-Erhaltungsgegenständen werden als FFH-Erhaltungsziele von besonderer Bedeutung die Erhaltung folgender Lebensraumtypen und Arten im FFH-Gebiet vom Ministerium für Energiewende, Landwirtschaft, Umwelt und ländliche Räume des Landes Schleswig-Holstein erklärt:
- 9160 Sternmieren-Eichen-Hainbuchenwälder
- 9190 Alte bodensaure Eichenwälder auf Sandebenen mit Stieleiche
- 91E0* Erlen-Eschen- und Weichholzauenwälder

Aus den oben aufgeführten FFH-Erhaltungsgegenständen werden als FFH-Erhaltungsziele von Bedeutung die Erhaltung folgender Lebensraumtypen und Arten im FFH-Gebiet vom Ministerium für Energiewende, Landwirtschaft, Umwelt und ländliche Räume des Landes Schleswig-Holstein erklärt:
- 9110 Hainsimsen-Buchenwälder
- 9130 Waldmeister-Buchenwälder

## FFH-Analyse und Bewertung
Das Kapitel FFH-Analyse und Bewertung im Managementplan beschäftigt sich unter anderem mit den aktuellen Gegebenheiten des FFH-Gebietes und den Hindernissen bei der Erhaltung und Weiterentwicklung der FFH-Lebensraumtypen und Arten. Die Ergebnisse fließen in den FFH-Maßnahmenkatalog ein.
Im FFH-Gebiet haben vier Fünftel aller FFH-Lebensraumflächen im SDB eine gute Gesamtbewertung zugesprochen bekommen. Es handelt sich um die beiden LRT der Eichenwälder. Der Hauptgrund liegt in der Seltenheit dieser beiden LRT in Schleswig-Holstein und der hohen Repräsentativität in diesem Wald. Der Anteil an über 140 Jahre alten Bäumen ist in diesem Wald sehr gering. Dies ist darin begründet, dass nach dem 2. Weltkrieg von der britischen Besatzungsmacht alle alten Bäume in diesem Forst gefällt und als Reparationszahlung außer Landes gebracht wurden.
Das FFH-Gebiet befindet sich seit alters her überwiegend im Besitz von vielen Privateigentümern aus der unmittelbaren Umgebung. Die Kurt und Erika Schrobach-Stiftung hat eine Fläche am Westrand und die Stiftung Naturschutz Schleswig-Holstein zwei benachbarte Parzellen am Ostrand in Besitz. Die Zufahrtsstraße im Süden gehört der Gemeinde Süderdorf. Der Wald wird von einem Waldkindergarten genutzt. Sonstige Besucher sind wegen der fehlenden Waldwege eher selten. Auf Grund der gegebenen Besitzverhältnisse ist es eine große Herausforderung für die verantwortlichen Institutionen, dass sowohl das Verschlechterungsverbot für FFH-Flächen, als auch die Biotopverordnung eingehalten und durchgesetzt werden. Dennoch ist es gelungen, dass fast zwei Drittel alle Flächen unter Vertragsnaturschutz mit freiwilligen Vereinbarungen der Eigentümer stehen (Stand August 2022). Zur Unterstützung der Maßnahmen zur Erhaltung und Weiterentwicklung des FFH-Gebietes trägt ebenfalls das Bündnis Naturschutz in Dithmarschen e.V. (BNiD) bei. Diesem gehören neben der Stiftung Naturschutz Schleswig-Holstein (SNSH), dem Deich- und Hauptsielverband Dithmarschen und dem Dithmarschen Tourismus e.V. die Gemeinden und Naturschutzverbände sowie viele Privatpersonen in Dithmarschen an.

## FFH-Maßnahmenkatalog
Der FFH-Maßnahmenkatalog im Managementplan führt neben den bereits durchgeführten Maßnahmen geplante Maßnahmen zur Erhaltung und Entwicklung der FFH-Lebensraumtypen im FFH-Gebiet an. Die Maßnahmen sind in einer Maßnahmenkarte, sowie zur Maßnahmenverfolgung in einem Maßnahmenblatt eingetragen.
Die vorgeschlagenen Maßnahmen betreffen folgende Schwerpunkte:
- Beibehaltung der bisherigen bäuerlichen Nutzung mit Einzelbaumentnahme und bodenschonendem Verbringen der Stämme aus dem Wald.
- Schutz der naturnahen Bäche.
- Einstellung der Nutzung des Bruchwaldes aus Eschen und Erlen.
- Waldumbau zu standorttypischen Gehölzen und Eindämmung von Neophyten.
- Erhöhung des Totholzanteils und Ausweisung von Habitatbäumen

In der interaktiven Karte des Umweltportals Schleswig-Holstein ist zu sehen, dass es mit vielen Privateigentümern zu freiwilligen Vereinbarungen zur Umsetzung des FFH-Maßnahmenkataloges gekommen ist (Stand August 2022).

## FFH-Erfolgskontrolle und Monitoring der Maßnahmen
Eine FFH-Erfolgskontrolle und Monitoring der Maßnahmen findet in Schleswig-Holstein alle 6 Jahre statt. Die Ergebnisse des letzten Monitorings wurden noch nicht veröffentlicht (Stand August 2022).